# Ivan Čiernik
Ivan Čiernik, född 30 oktober 1977 i Levice, Slovakien, är en slovakisk före detta professionell ishockeyspelare som spelat för Malmö Redhawks i Allsvenskan.
Čiernik valdes av Ottawa Senators i den nionde rundan i 1996 års NHL-draft som 216:e spelare totalt. Han har erfarenheter från bland annat NHL, DEL, KHL och det slovakiska landslaget.

## Spelarkarriär
- HK Nitra 1994–1997
- Worcester IceCats 1997–98
- Cincinnati Mighty Ducks 1998–99
- Adirondack Red Wings 1998–99
- Grand Rapids Griffins 1999–2001
- Ottawa Senators 2001–02
- Portland Pirates 2002–2004
- Washington Capitals 2002–2004
- Grizzly Adams Wolfsburg 2004–05
- Kölner Haie 2005–2011
- HK Sibir Novosibirsk 2008–09
- Malmö Redhawks 2011–